# Opius punctularius
Opius punctularius är en stekelart som beskrevs av Fischer 1969. Opius punctularius ingår i släktet Opius och familjen bracksteklar. Inga underarter finns listade i Catalogue of Life.